# Mistrzostwa Świata w Lekkoatletyce 2017 – sztafeta 4 × 400 m kobiet
Sztafeta 4 × 400 metrów kobiet – jedna z konkurencji biegowych drużynowych rozgrywanych podczas lekkoatletycznych mistrzostw świata na Stadionie Olimpijskim w Londynie.

## Terminarz
| Data        | Godzina |            |
| ----------- | ------- | ---------- |
| 12 sierpnia | 11:20   | Eliminacje |
| 13 sierpnia | 20:55   | Finał      |

## Rekordy
Tabela prezentuje rekord świata, rekordy poszczególnych kontynentów, mistrzostw świata, a także najlepszy rezultat na świecie w sezonie 2017 przed rozpoczęciem mistrzostw.
|                            | Zawodnik                                                                                                  | Wynik   | Miejsce   | Data                     |
| -------------------------- | --- | ------- | --------- | ------------------------ |
| Rekord świata              | ZSRR · (Tatjana Ledowska, Olga Nazarowa, Marija Pinigina, Olha Bryzhina)                                  | 3:15,17 | Seul      | 1 października 1988(dts) |
| Rekord mistrzostw świata   | Stany Zjednoczone · (Gwen Torrence, Maicel Malone-Wallace, Natasha Kaiser-Brown, Jearl Miles-Clark)       | 3:16,71 | Stuttgart | 22 sierpnia 1993(dts)    |
| Listy światowe             | Stany Zjednoczone University of Oregon · (Makenzie Dunmore, Deajah Stevens, Elexis Guster, Raevyn Rogers) | 3:23,13 | Eugene    | 10 czerwca 2017(dts)     |
| Rekord Afryki              | Nigeria · (Olabisi Afolabi, Fatima Yusuf, Charity Opara, Falilat Ogunkoya)                                | 3:21,04 | Atlanta   | 3 sierpnia 1996(dts)     |
| Rekord Azji                | Chiny · (An Xiaohong, Bai Xiaoyun, Cao Chunying, Ma Yuqin)                                                | 3:24,98 | Pekin     | 13 września 1993(dts)    |
| Rekord Ameryki Północnej   | Stany Zjednoczone · (Denean Howard-Hill, Diane Dixon, Valerie Brisco-Hooks, Florence Griffith-Joyner)     | 3:15,51 | Seul      | 1 października 1988(dts) |
| Rekord Ameryki Południowej | Brazylia · (Geisa Aparecida Coutinho, Bárbara de Oliveira, Joelma Sousa, Jailma de Lima)                  | 3:26,68 | São Paulo | 7 sierpnia 2011(dts)     |
| Rekord Europy              | ZSRR · (Tatjana Ledowska, Olga Nazarowa, Marija Pinigina, Olha Bryzhina)                                  | 3:15,17 | Seul      | 1 października 1988(dts) |
| Rekord Australii i Oceanii | Australia · (Nova Peris, Tamsyn Lewis, Melinda Gainsford-Taylor, Cathy Freeman)                           | 3:23,81 | Sydney    | 30 września 2000(dts)    |

## Minima kwalifikacyjne
Aby zakwalifikować się do mistrzostw, należało znaleźć się w ósemce najlepszych sztafet zawodów 2017 roku lub ośmiu najlepszych sztafet na światowych listach według rankingu czasów (zaliczano wyniki uzyskane w okresie od 1 stycznia 2016 do 23 lipca 2017).

## Rezultaty

### Eliminacje
Awans: Pierwsze trzy z każdego biegu (Q) i dwie z najlepszymi czasami wśród przegranych (q).
| Pozycja | Bieg | Tor | Państwo           | Zawodnicy                                                                              | Czas    | Uwagi       |
| ------- | ---- | --- | ----------------- | -------------------------------------------------------------------------------------- | ------- | ----------- |
| 1       | 1    | 3   | Stany Zjednoczone | Quanera Hayes, Kendall Ellis, Shakima Wimbley, Natasha Hastings                        | 3:21,66 | Q,          |
| 2       | 2    | 8   | Jamajka           | Anastasia Le-Roy, Anneisha McLaughlin-Whilby, Chrisann Gordon, Stephenie Ann McPherson | 3:23,64 | Q,          |
| 3       | 1    | 4   | Wielka Brytania   | Zoey Clark, Laviai Nielsen, Perri Shakes-Drayton, Emily Diamond                        | 3:24,74 | Q,          |
| 4       | 2    | 6   | Nigeria           | Patience Okon George, Glory Onome Nathaniel, Emerald Egwim, Yinka Ajayi                | 3:25,40 | Q,          |
| 5       | 2    | 9   | Niemcy            | Ruth Spelmeyer, Nadine Gonska, Svea Köhrbrück, Laura Müller                            | 3:26,24 | Q,          |
| 6       | 2    | 9   | Polska            | Małgorzata Hołub, Patrycja Wyciszkiewicz, Martyna Dąbrowska, Iga Baumgart              | 3:26,47 | q,          |
| 7       | 1    | 5   | Botswana          | Christine Botlogetswe, Lydia Jele, Galefele Moroko, Amantle Montsho                    | 3:26,90 | Q,          |
| 8       | 1    | 6   | Francja           | Déborah Sananes, Estelle Perrossier, Agnès Raharolahy, Elea-Mariama Diarra             | 3:27,59 | q,          |
| 9       | 2    | 7   | Włochy            | Maria Benedicta Chigbolu, Maria Enrica Spacca, Libania Grenot, Ayomide Folorunso       | 3:27,81 | SB          |
| 10      | 2    | 5   | Australia         | Anneliese Rubie, Ella Connolly, Lauren Wells, Morgan Mitchell                          | 3:28,02 | SB          |
| 11      | 1    | 3   | Kanada            | Carline Muir, Aiyanna Stiverne, Travia Jones, Natassha McDonald                        | 3:28,47 | SB          |
| 12      | 2    | 8   | Ukraina           | Kateryna Klymiuk, Olha Bibik, Tetiana Melnyk, Anastasija Bryzhina                      | 3:31,84 |             |
| 13      | 2    | 7   | Południowa Afryka | Justine Palframan, Gena Löfstrand, Ariane Nel, Wenda Nel                               | 3:37,82 | SB          |
| -       | 1    | 2   | Bahamy            | Lanece Clarke, Christine Amertil, Anthonique Strachan, Shaquania Dorsett               | DNF     |             |
| -       | 1    | 2   | Indie             | Jisna Mathew, Machettira Raju Poovamma, Anilda Thomas, Nirmala Sheoran                 | DQ      | R 163,3 (a) |
| -       | 1    | 5   | Holandia          | Madiea Ghafoor, Lisanne de Witte, Laura de Witte, Eva Hovenkamp                        | DQ      | R 170,6 (c) |

### Finał
| Pozycja | Tor | Państwo           | Zawodnicy                                                                             | Czas    | Uwagi |
| ------- | --- | ----------------- | ------------------------------------------------------------------------------------- | ------- | ----- |
| 01 !    | 4   | Stany Zjednoczone | Quanera Hayes, Allyson Felix, Shakima Wimbley, Phyllis Francis                        | 3:19,02 | WL    |
| 02 !    | 5   | Wielka Brytania   | Zoey Clark, Laviai Nielsen, Eilidh Doyle, Emily Diamond                               | 3:25,00 |       |
| 03 !    | 3   | Polska            | Małgorzata Hołub, Iga Baumgart, Aleksandra Gaworska, Justyna Święty                   | 3:25,41 | SB    |
| 4       | 2   | Francja           | Estelle Perrossier, Déborah Sananes, Agnès Raharolahy, Elea-Mariama Diarra            | 3:26,56 | SB    |
| 5       | 7   | Nigeria           | Patience Okon George, Abike Funmilola Egbeniyi, Glory Onome Nathaniel, Yinka Ajayi    | 3:26,72 |       |
| 6       | 9   | Niemcy            | Ruth Spelmeyer, Laura Müller, Nadine Gonska, Hannah Mergenthaler                      | 3:27,45 |       |
| 7       | 8   | Botswana          | Christine Botlogetswe, Lydia Jele, Galefele Moroko, Amantle Montsho                   | 3:28,00 |       |
| -       | 6   | Jamajka           | Chrisann Gordon, Anneisha McLaughlin-Whilby, Shericka Jackson, Novlene Williams-Mills | DNF     |       |